# تسیمرنزوپرا
تسیمرنزوپرا (به آلمانی: Zimmernsupra) یک شهر در آلمان است که در گوتا واقع شده‌است. تسیمرنزوپرا ۳۹۱ نفر جمعیت دارد.